# Артилерийска бригада на 51 дивизия
Артилерийската бригада на 51 дивизия е комунистическа партизанска единица във Вардарска Македония, участвала в така наречената Народоосвободителна войска на Македония.
Създадена е в местността Широк дол, Струмишко на 19 октомври 1944 година. Придадена е към състава на Петдесет и първа македонска дивизия на НОВЮ. Бригадата се състои от три дивизиона:
- Първи (противотанков) дивизион с три батареи, състоящи се от 12 броя 45 милиметрови оръдия
- Втори (полски) дивизион с три батареи, състоящи се от 12 броя полски оръдия по 76 милиметра
- Трети дивизион, състоящ се от 3 батареи тежки минохвъргачки по 120 милиметра.